# Sacrifice 2005
Sacrifice 2005 è stata la prima edizione del pay-per-view prodotto dalla Total Nonstop Action Wrestling (TNA). L'evento ha avuto luogo il 14 agosto 2005 presso l'Impact Zone di Orlando, in Florida.

## Risultati
| #  | Match | Stipulazioni | Durata         |
| -- | --- | --- | -------------- |
| 1  | Apolo e Sonny Siaki hanno sconfitto Jerrelle Clark e Mikey Batts | Tag team match | 04:27 Pre-show |
| 2  | Chris Sabin, Shark Boy e Sonjay Dutt hanno sconfitto Elix Skipper, Simon Diamond e David Young                                                                            | Six-man tag team match | 07:21          |
| 3  | Alex Shelley ha sconfitto Shocker | Single match | 08:50          |
| 4  | Abyss (con James Mitchell) ha sconfitto Lance Hoyt | Single match | 09:09          |
| 5  | 3Live Kru (Konnan e Ron Killings) hanno sconfitto Kip James e Monty Brown                                                                                                 | Tag team match con B.G. James come arbitro speciale | 07:45          |
| 6  | Christopher Daniels ha sconfitto Austin Aries | Single match | 09:35          |
| 7  | Jerry Lynn ha sconfitto Sean Waltman | Single match | 15:31          |
| 8  | Team Canada (A-1, Bobby Roode, Eric Young e Petey Williams) ha sconfitto America's Most Wanted (Chris Harris e James Storm) e The Naturals (Andy Douglas e Chase Stevens) | Eight-man tag team match | 11:11          |
| 9  | Samoa Joe ha sconfitto AJ Styles | Finale del torneo "TNA Super X Cup Tournament" | 15:15          |
| 10 | Jeff Jarrett e Rhino hanno sconfitto Raven e Sabu | Tag team match. Se Jarrett avesse schienato Raven avrebbe ricevuto un'opportunità al titolo NWA World Heavyweight Championship, mentre se Raven avesse schienato Jarrett, quest'ultimo non avrebbe ricevuto nessuna opportunità per un anno intero. | 16:23          |
|    | | (c) = campione in carica al momento dell'inizio del match |                |

### TNA Super X Cup Tournament
In riferimento al match riportato nella nona riga della tabella soprastante.
|  | Quarterfinals (TV – TNA Impact!) | Quarterfinals (TV – TNA Impact!) | Quarterfinals (TV – TNA Impact!) |             |              | Semifinals (TV – TNA Impact!) | Semifinals (TV – TNA Impact!) | Semifinals (TV – TNA Impact!) |  |  | Finals (PPV – Sacrifice) | Finals (PPV – Sacrifice) | Finals (PPV – Sacrifice) |
|  |                                  |                                  |                                  |             |              |                               |                               |                               |  |  |                          |                          |                          |
|  | 1                                | Samoa Joe                        | sottomissione                    |             |              |                               |                               |                               |  |  |                          |                          |                          |
|  | 8                                | Sonjay Dutt                      | 09:32                            |             |              |                               |                               |                               |  |  |                          |                          |                          |
|  | 8                                | Sonjay Dutt                      | 09:32                            |             |              | Samoa Joe                     | sottomissione                 |                               |  |  |                          |                          |                          |
|  |                                  |                                  |                                  |             |              | Samoa Joe                     | sottomissione                 |                               |  |  |                          |                          |                          |
|  |                                  |                                  | Alex Shelley                     | 09:04       |              |                               |                               |                               |  |  |                          |                          |                          |
|  | 4                                | Alex Shelley                     | Alex Shelley                     | 09:04       | schienamento |                               |                               |                               |  |  |                          |                          |                          |
|  | 4                                | Alex Shelley                     |                                  |             | schienamento |                               |                               |                               |  |  |                          |                          |                          |
|  | 5                                | Shocker                          | 05:28                            |             |              |                               |                               |                               |  |  |                          |                          |                          |
|  |                                  |                                  |                                  |             |              |                               |                               |                               |  |  |                          | Samoa Joe                | sottomissione            |
|  |                                  |                                  |                                  | A.J. Styles | 15:15        |                               |                               |                               |  |  |                          |                          |                          |
|  | 3                                | A.J. Styles                      | schienamento                     |             |              |                               |                               |                               |  |  |                          |                          |                          |
|  | 6                                | Matt Bentley                     | 10:53                            |             |              |                               |                               |                               |  |  |                          |                          |                          |
|  | 6                                | Matt Bentley                     | 10:53                            |             |              | A.J. Styles                   | schienamento                  |                               |  |  |                          |                          |                          |
|  |                                  |                                  |                                  |             |              | A.J. Styles                   | schienamento                  |                               |  |  |                          |                          |                          |
|  |                                  |                                  | Petey Williams                   | 09:19       |              |                               |                               |                               |  |  |                          |                          |                          |
|  | 2                                | Chris Sabin                      | Petey Williams                   | 09:19       | 11:45        |                               |                               |                               |  |  |                          |                          |                          |
|  | 2                                | Chris Sabin                      |                                  |             | 11:45        |                               |                               |                               |  |  |                          |                          |                          |
|  | 7                                | Petey Williams                   | schienamento                     |             |              |                               |                               |                               |  |  |                          |                          |                          |